# Demonax pseudotristiculus
Demonax pseudotristiculus là một loài bọ cánh cứng trong họ Cerambycidae.